# Myrmoteras jacquelinae
Myrmoteras jacquelinae är en myrart som beskrevs av Agosti 1992. Myrmoteras jacquelinae ingår i släktet Myrmoteras och familjen myror. Inga underarter finns listade i Catalogue of Life.